# Chris Unthank
Chris Unthank, född 31 augusti 1972, är en friidrottare från Australien. Han deltog vid olympiska sommarspelen 1996 och olympiska sommarspelen 2000.